# Филиха (Костромская область)
Филиха — деревня в составе Ивановского сельского поселения Шарьинского района Костромской области России.

## География
Деревня расположена недалеко от автодороги Урень — Шарья — Никольск — Котлас Р157, при речки Антипихе (или Нефунихе).

## История
В конце XVIII века деревня принадлежала Фёдору Глебовичу Салтыкову, сыну Салтычихи.
Согласно Спискам населенных мест Российской империи в 1872 году деревня относилась к 2 стану Ветлужского уезда Костромской губернии. В ней числилось 27 дворов, проживало 108 мужчин и 112 женщин.
Согласно переписи населения 1897 года в деревне проживало 446 человека (219 мужчин и 227 женщин).
Согласно Списку населенных мест Костромской губернии в 1907 году деревня относилась к Печенкинской волости Ветлужского уезда Костромской губернии. По сведениям волостного правления за 1907 год в деревне числилось 87 крестьянских дворов и 513 жителей. В деревне имелись 2 красильных завода и 2 ветряных мельницы. Основными занятиями жителей деревни были сельскохозяйственные работы, лесной и рогожный промыслы.
До 2010 года деревня относилась к Печёнкинскому сельскому поселению.

## Население
| 2008 | 2010 | 2014 | 2024 |
| ---- | ---- | ---- | ---- |
| 28   | ↘22  | ↘19  | ↘1   |